# Olle Björling (sångare)
Karl Johan Olof (Olle) Björling, född 2 maj 1909 i Stora Tuna, Dalarna, död 12 april 1965 i Stockholm, var en svensk konsertsångare (tenor). Han var son till David Björling samt bror till Jussi och Gösta Björling.
Björling blev känd som förste tenor i Björlingkvartetten och han var även medlem i Kvartetten Synkopen. Han är begravd på Stora Tuna kyrkogård.